# María Leticia Ramolino
María Leticia Ramolino (Ajaccio, 24 de agosto de 1750-Roma, 2 de febrero de 1836) fue una noble corsa, madre del emperador Napoleón y matriarca de la estirpe Bonaparte.

## Infancia y juventud
Nació en Ajaccio, Córcega, el 24 de agosto de 1750. Era la hija menor del nobile Giovanni Geronimo Ramolino y de su esposa, la nobile Angela Maria Pietrasanta, pertenecientes a la nobleza corsa. Por su condición de mujer, su educación se centró en la religión y las artes, aunque siempre mostró un profundo interés por los aspectos administrativos de las propiedades de su familia y por la política de la isla.
Mujer de gran belleza e inteligencia, con solo catorce años de edad fue casada en un matrimonio de conveniencia con Charles Bonaparte, un prometedor abogado corso cuatro años mayor que ella. La ceremonia se celebró el 2 de junio de 1764. La familia Ramolino aportó al enlace 7000 liras genovesas que, sumadas a los ingresos de Carlo, les permitieron vivir en una posición desahogada. Pese a ser un matrimonio de conveniencia, la pareja se entendió bien desde el principio: Carlo Bonaparte, que iba desarrollando una exitosa carrera pública en Córcega, pedía frecuentemente consejo a su joven esposa, cuya opinión siempre tuvo muy en cuenta, y Leticia encontró en Carlo un hombre capaz de ayudarla a conseguir sus aspiraciones sociales.
La belleza de Leticia Ramolino pronto se hizo célebre por toda la isla. Con motivo de la visita de una embajada procedente de Túnez, Pascal Paoli, su anfitrión, que a la sazón era uno de los políticos más influyentes del archipiélago, organizó una cena de gala. En la misma dispuso que las más hermosas damas de Córcega estuviesen presentes, a fin de agasajar a los emisarios tunecinos. El puesto de honor, en el centro de la primera fila, fue asignado a Leticia, que además exhibió su encanto y perfectas maneras, ganándose el reconocimiento de los viajeros y de sus propios compatriotas.
La situación política de Córcega sufriría un vuelco en 1769, cuando las tropas de Luis XV de Francia desembarcaron en la isla para anexionarla a su reino. A pesar de estar embarazada de quien sería Napoleón, Letizia Ramolino acompaña a su esposo en sus incansables viajes, donde trataba de organizar movimientos de resistencia. 
A consecuencia de estos fracasos, Pascal Paoli se vio obligado a exiliarse. Como gran matriarca del clan, Leticia siempre imprimió en sus hijos un fuerte sentimiento de unidad y solidaridad dentro de la familia, sentimientos que luego marcarían profundamente algunas de las decisiones del más famoso de sus hijos, Napoleón.
Fue una madre dura y de gran severidad, conocida por algunas actitudes entonces consideradas excéntricas, como su exhaustiva preocupación por la higiene de sus niños, a quienes obligaba a bañarse cada dos días en una época en que esto era infrecuente. Siempre mostró preferencia por su primogénito, José I Bonaparte, y por el más rebelde de sus hijos, Luciano.

## Madre del emperador

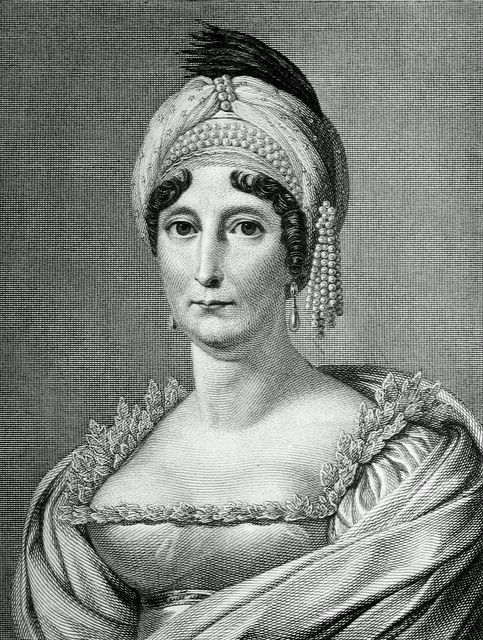
Maria Letizia Ramolino.

El 24 de febrero de 1785, Carlo Bonaparte fallece a consecuencia de un cáncer, por lo que Letizia, que entonces aún no había cumplido 35 años, quedó como núcleo central de toda la familia. Con unos ingresos mínimos procedentes de sus hijos José y Napoleón, Letizia impone a toda la familia un régimen de máxima austeridad, donde el único gasto relevante era mantener la educación de los más pequeños. Cuando estalla la Revolución francesa, las actuaciones políticas de José, Napoleón y Luciano enfrentan al clan Bonaparte con Pascal Paoli, lo que les obliga a exiliarse en Francia. Se instala en el Hotel de Cipières, en Marsella, desde donde apoya a los pocos partidarios que aún le quedaban en Córcega.
En 1796 entra en la vida de los Bonaparte Josefina de Beauharnais, una célebre viuda con la que Napoleón contrae matrimonio. La rivalidad entre ambas mujeres llegó a ser legendaria, pues Letizia se opuso firmemente a su relación y al posterior enlace, aunque no consiguió que Napoleón renunciase a la boda. No acudió a la ceremonia, ni permitió que los hijos que aún tenía a su cargo asistiesen y ni siquiera felicitó a los novios. Jamás aceptó a Josefina, a quien consideraba una mujer indigna, solo preocupada por su propio bienestar, no merecedora de su confianza y amante del lujo y los dispendios. Las conocidas infidelidades de ésta cuando la carrera de Napoleón estuvo en peligro no hicieron más que acrecentar la animosidad entre ambas, hasta el punto de que Letizia coaligó a toda la familia para forzar a Napoleón a divorciarse. Sin embargo, un enamorado Napoleón se opondría a toda ruptura de su matrimonio hasta muchos años después.
A raíz de este enfrentamiento, los encuentros entre madre e hijo fueron cada vez más esporádicos, pero Napoleón siempre reconoció su gran inteligencia y carácter, hasta el punto de afirmar: «Cuando ella muera, solo me quedarán inferiores».
Letizia se negó a hacer vida en la corte parisina, por lo que Napoleón le concedió una renta vitalicia y el derecho a ocupar el castillo de Pont-sur-Seine. En sus raras visitas a París también rechazó acudir a palacio y se quedaba en el Hôtel de Brienne. En su residencia, se rodeó de un influyente grupo de banqueros e inversores con quienes discutía de economía y la asesoraban en sus inversiones, llegando a adquirir una inmensa fortuna personal. Siempre prefirió invertir en bienes físicos, sobre todo joyas y obras de arte, fáciles de ocultar y convertir en dinero líquido, antes que en terrenos o acciones, pues temía que si su hijo caía, le fuesen expropiados.
El culmen de la aversión entre suegra y nuera se produjo el día de la Coronación. Aunque ya había sido nombrado Emperador, Napoleón deseaba ser ungido por el Papa a fin de legitimar su dinastía con la de todos los reyes habidos desde Carlomagno. Para ello organizó un acto religioso que representaría con todo fasto el momento y que tendría lugar el 2 de diciembre de 1804 en la catedral de Notre Dame de París. Sin embargo, contraviniendo los deseos del Emperador, Letizia decidió no asistir a la ceremonia y se trasladó a Roma con su hijo Luciano. La verdadera razón de su ausencia, según se dijo, fue que se negaba a saludar a Josefina como Emperatriz. No obstante, en el cuadro de Jacques-Louis David, que recrea el acontecimiento, Napoleón ordenó que su madre fuese pintada en el lugar de honor que le correspondía. Posteriormente, el 23 de marzo de 1805 le concedió el título de «Su alteza imperial, madre del emperador».

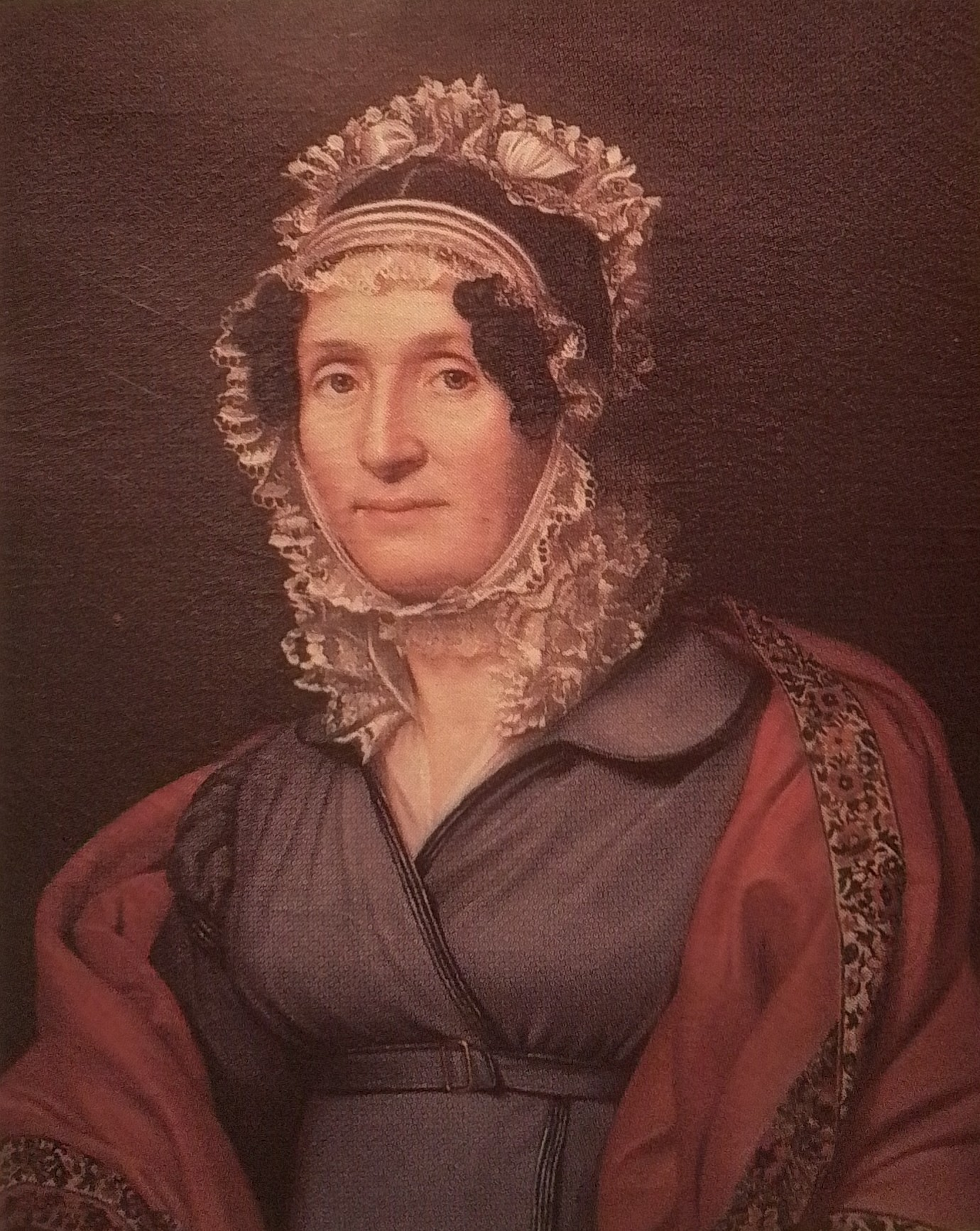
Maria Letizia Ramolino, 1811

Finalmente, cuando se demostró que Josefina nunca podría dar hijos a Napoleón, éste decidió divorciarse de ella. A primeros de enero de 1810 Napoleón convocó un cónclave familiar, donde anunció su divorcio, que se hizo oficial el 10 de enero. Letizia permaneció en el palacio de las Tullerías hasta después de la partida de Josefina. No hay constancia de que le dirigiese la palabra, limitándose solamente a observarla mientras firmaba el divorcio y se marchaba de Palacio.
Aunque no quiso intervenir en política, nunca se mostró partidaria de las políticas belicistas de su hijo. Cada vez que le llegaba la noticia de una victoria de Napoleón, contestaba lacónicamente: Ojalá eso dure, al tiempo que seguía realizando inversiones que garantizasen el bienestar del resto de su familia en caso de una derrota francesa.
Napoleón escribió sobre su madre: -"Es a mi madre a quien debo mi suerte y todo lo que he hecho bien"-.

## El exilio

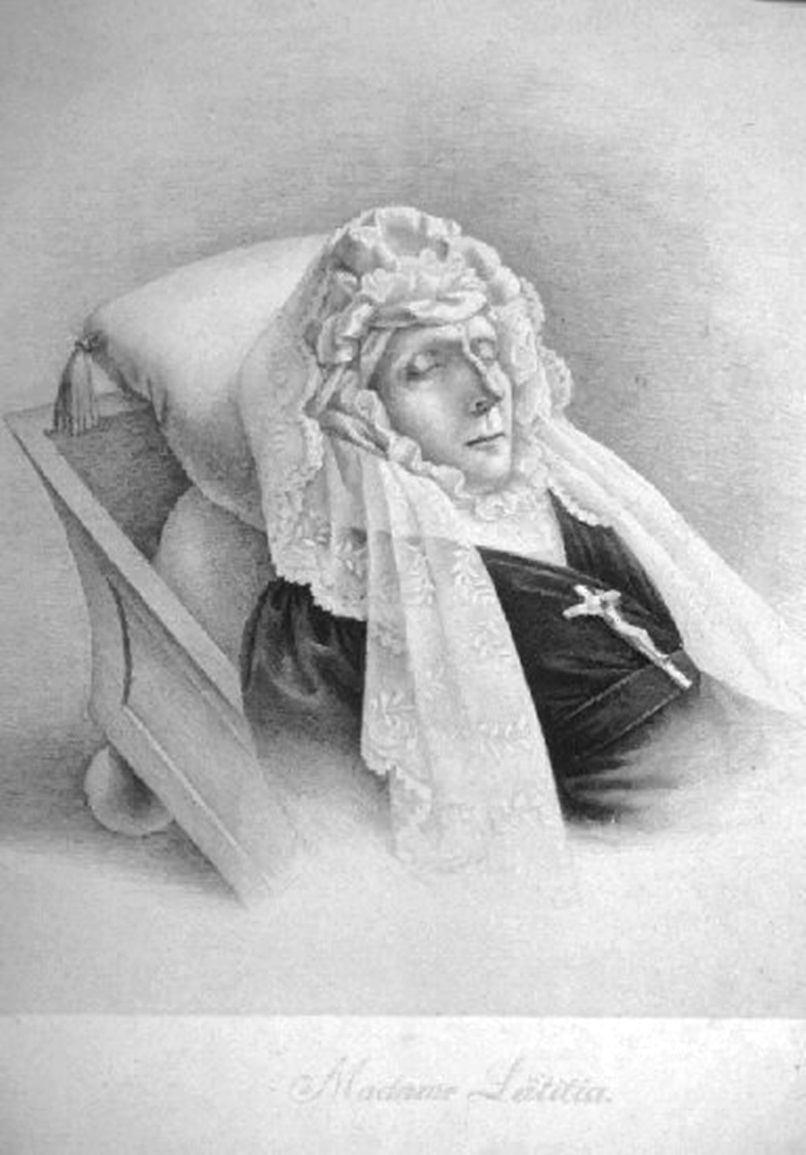
Maria Letizia Ramolino en su lecho de muerte.

Tras la caída de Napoleón en 1814, algunos nobles solicitaron a Luis XVIII que mantuviese sus rentas y su palacio debido a su avanzada edad, pero ella misma se negó rotundamente y replicó que no separaría su desgracia de la de sus hijos.
Se trasladó a la isla de Elba, instalándose en una pequeña villa próxima a la de Napoleón. Cenaba con él varias veces por semana, jugaban al reversi, al que ambos eran consumados expertos, y hablaban de la familia. El deseo de Letizia era conseguir que Napoleón perdonase a sus hermanos, sobre todo a José y Carolina, y además trató de convencerle para que se conformase con gobernar la isla «como un terrateniente» sin buscar mayores aspiraciones.
Ambos fueron informados a la vez de la muerte de Josefina, que sumió a Napoleón en una gran pena, mientras que Letizia escribió una carta a José donde decía: «Esa mujer le ha hecho daño hasta el final».
Cuando el descontento popular en Francia generó una corriente de opinión favorable al regreso del Emperador, para tratar de sofocarlo el Congreso de Viena se planteó trasladar a Bonaparte a la lejana isla de Santa Elena. Informado de esta decisión gracias a su red de espionaje, Napoleón tomó la decisión de escapar de Elba y volver a Francia. Letizia se dispuso a ayudarle en esta nueva empresa, por lo que puso en venta las joyas que aún conservaba a fin de conseguir el dinero necesario. Entre las piedras preciosas vendidas estaba el diamante del Cucharero, uno de los más perfectos del mundo, que acabó en manos de los sultanes turcos a través de su embajador Alí Pachá, que hubo de pagar por él 150.000 monedas de oro.
Después de la segunda abdicación de Napoleón, Letizia solicitó al Papa permiso para residir en Roma y éste la autorizó a vivir junto a su hermanastro, el cardenal Joseph Fesch, en el palacio Falconieri. Poco después se trasladó al Palacio Rinuccini, donde le llegaron noticias de la mala salud de Napoleón. Contrató a un médico llamado Antommarchi para que acudiese a Santa Elena, pero Napoleón acabó falleciendo el 5 de mayo de 1821. Hizo llenar el palacio de pinturas y esculturas que representaban los momentos de gloria de su familia, recibió constantes visitas de diversas autoridades y nunca abandonó la ciudad.
Poco a poco la edad fue causando estragos en ella. Quedó progresivamente inválida y ciega, para acabar falleciendo el 2 de febrero de 1836, a los 85 años de edad, tras sobrevivir a ocho de sus trece hijos. Fue enterrada en Corneto, pero sus restos se trasladaron a su Ajaccio natal en 1851. Finalmente, en 1860, su nieto Napoleón III ordenó construir la Capilla imperial en Ajaccio, en el palacio Fesch, donde se le dio sepultura definitiva.

## Descendencia
Se casó con Carlo Buonaparte con apenas 14 años. La boda se celebró el 2 de junio de 1764. Tuvieron trece hijos, de los cuales ocho sobrevivieron a la infancia:
- Napoléon Bonaparte o Napoleone Buonaparte (nacido y muerto el 17 de agosto de 1765).
- María Ana Bonaparte o Maria Anna (3 de enero de 1767-1 de enero de 1768).
- José Bonaparte o Joseph (7 de enero de 1768-28 de julio de 1844). Rey de Nápoles (1806-1808) y de España e Indias (1808-1813) y conde (Comte) de Survilliers. Casado en 1794 con Julia Clary (1771-1845). Tres hijas.
- Napoleón Bonaparte o Napoléon (15 de agosto de 1769-5 de mayo de 1821). Nombrado así por su difunto hermano mayor. Emperador de los franceses (1804-1814, 1815) y rey de Italia (1805-1814), Protector de la Confederación del Rin (1806-1813). Casado en 1796 con Josefina de Beauharnais (1763-1814) y en 1811 con María Luisa de Habsburgo-Lorena (1791-1847). Un hijo con su segunda esposa, Napoleón II. Se sabe que tuvo al menos un hijo ilegítimo, Charles Léon, con Éléonore Denuelle de La Plaigne (1787-1868), aunque se le presupone otro, Alejandro José Colonna-Walewski, con la condesa polaca Marie Walewska (1786-1817). Además adoptó a los hijos de su primera esposa, Eugène y Hortensia de Beauharnais.
- María Ana o Maria Anna (nacida y muerta en 1770). Llamada así por su difunta hermana mayor.
- María Ana o Maria Anna (14 de julio-23 de noviembre de 1771). Nombrada así por sus dos difuntas hermanas mayores.
- Un hijo nacido muerto en 1773.
- Luciano Bonaparte o Lucien (21 de mayo de 1775-29 de junio de 1840). Príncipe de Canino (1814-1840) y Musignano (1824-1840), dos pueblos en la actual provincia de Viterbo. Casado en 1794 con Christine Boyer (1771-1800) y en 1802 con Alexandrine de Bleschamp (1778-1855). Cuatro hijos con la primera y diez con la segunda.
- María Ana Elisa Buonaparte o Marie Anne Elisa (13 de enero de 1777-7 de agosto de 1820). Princesa de Lucca y Piombino (1805-1814), Gran Duquesa de Toscana (1809-1814) y condesa de Compignano. Casada en 1797 con Félix Bacciocchi (1762-1841), príncipe de Lucca, cinco hijos.
- Luis Bonaparte o Louis (2 de septiembre de 1778-5 de julio de 1844). Rey de Holanda (1806-1810) y conde de Saint-Leu. Casado en 1802 con Hortensia de Beauharnais (1783-1832), tres hijos.
- Paulina Bonaparte o Pauline (20 de octubre de 1780-9 de junio de 1825). Duquesa de Guastalla (1806) y princesa consorte de Sulmona y Rossano. Casada en 1797 con Carlos Víctor Leclerc (1772-1802) y en 1803 con Camillo Borghese (1775-1832), príncipe de Sulmona y Rossano y príncipe-duque de Guastalla. Su único hijo, Dermide Leclerc, murió en la infancia.
- María Anunciada Carolina Bonaparte o Marie Annonciade Caroline (24 de marzo de 1782-18 de mayo de 1839). Duquesa consorte de Berg y Cléveris y reina consorte de Nápoles y Sicilia (1808-1815). Casada en 1800 con Joaquín Murat (1767-1815), cuatro hijos. Puede que en 1830 contrajera un matrimonio morganático con Francesco Macdonald (1777-1837).
- Jerónimo Bonaparte o Jérôme (15 de noviembre de 1784-24 de junio de 1860). Príncipe de Montfort (1816-1860) y rey de Westfalia (1807-1813). Casado en 1803 con Elizabeth Patterson Bonaparte (1785-1879), en 1807 con la princesa Catalina de Wurtemberg (1783-1835) y en 1840 con Giustina Pecori-Suárez (1811-1903), viuda del marqués Luigi Bartolini-Baldelli. Un hijo con la primera y tres con la segunda.

## En la ficción
En la película Napoleón (2007) el papel de María Leticia fue interpretado por la actriz Alice Krige.